# كاتسن إلنبوغن
كتسن البوغتن (بالألمانية: Katzenelnbogen) هي بلدة ألمانية تقع في ألمانيا في Verbandsgemeinde Katzenelnbogen. يقدر عدد سكانها بـ 2,200 نسمة .

## أعلام
- رودلف ديلز
- نوربرت فور